# Loveninjas
Die Loveninjas waren eine schwedische Indiepop-Band aus Stockholm.

## Bandgeschichte
Die Band entstand im Herbst 2004, nachdem Tor Helmstein auf seinem Keyboard den Song Sweet Geisha Love komponiert hatte und daraufhin seine Freunde fragte, ob sie eine Band gründen und in entsprechenden Kostümen live auftreten wollten. Mit Dennis Granaht, Olle Hasselberg und Anders Eliasson fand sich dann die aktuelle Besetzung. Da die Band nicht wie erhofft von Labrador Records unter Vertrag genommen wurde, kam ihre erste EP I'm Really Sorry (That I Killed You) im Juni 2005 bei Humblebee Recordings heraus. Daraufhin ging die Band als Vorgruppe von The Legends auf Tour durch Schweden. Das Labrador Label wurde nun doch auf die Gruppe aufmerksam und brachte im November 2005 deren zweite EP Keep Your Love heraus. Im Frühjahr 2006 fand eine Tour durch Deutschland statt und im Sommer spielte die Band ihr erstes Album ein. Im weiteren Verlauf des Jahres folgten Konzerte in London wieder als Vorgruppe der Legends und in Stockholm. Ende Oktober wurde in Schweden die EP I Wanna Be Like Johnny C veröffentlicht und im November das Debütalbum The Secret of the Loveninjas, das in anderen Ländern erst Anfang 2007 erschien. Zu Beginn des Jahres 2007 kamen die Loveninjas wieder nach Deutschland und tourten danach durch Musikclubs in anderen europäischen Ländern, darunter Spanien und Italien. Das Jahr 2008 begann die Band mit Konzerten in spanischen Metropolen. Seitdem zeigte die Band keine weiteren Aktivitäten.

## Trivia
- Bis zum Frühjahr 2006 kamen Tor, Dennis und Anders in Ninja-Kostümen, Olle in einem überdimensionalen Herz auf die Bühne. Dann gingen ihnen die Kostüme auf einer Deutschland-Tour verloren. Seitdem haben sie normale Kleidung auf der Bühne getragen.
- Ein Ninja ist ein Partisanenkämpfer des vorindustriellen Japans, der als Kundschafter, Spion, Saboteur oder Meuchelmörder eingesetzt wurde. Er ist neben dem Samurai eine der bekanntesten Gestalten des alten Japan.

## Diskografie

### Alben
- 2006: The Secret of the Loveninjas (Labrador)

### EPs
- 2005: I'm Really Sorry (That I Killed You) (Humblebee)
- 2005: Keep Your Love (Labrador)
- 2006: I Wanna Be Like Johnny C (Labrador)